# 布吉河

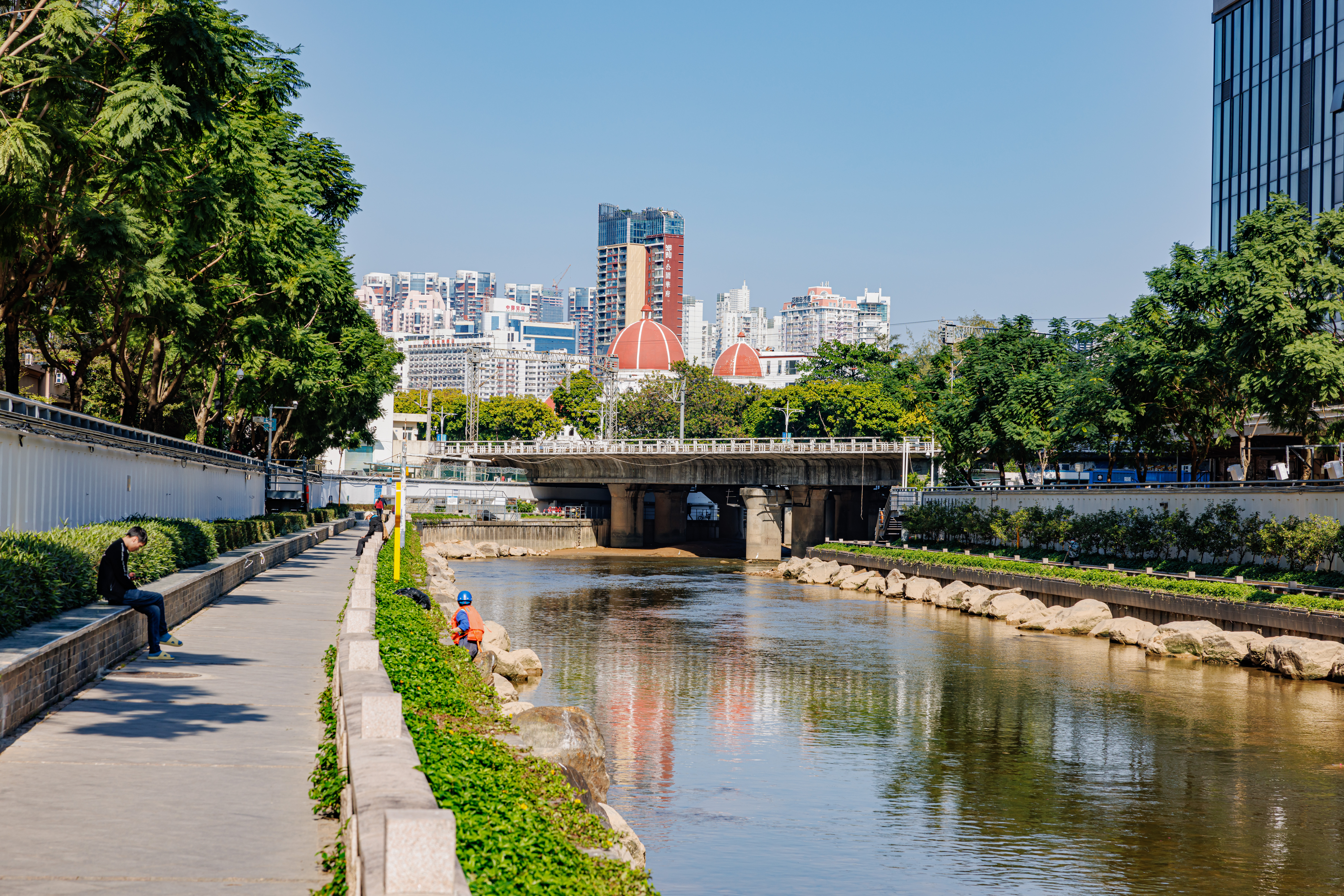
廣深鐵路布吉河桥

布吉河，是一条位于中国广东省深圳市的河流，为深圳河的上游。该河流上，中游流经龙岗区布吉街道，下游流经罗湖商业区，并在罗湖区鹿丹村处流入深圳河。流域面积63.41平方公里，河长21公里，多年平均径流量0.67亿立方米。支流有水径河、大芬河、塘径河等。古称“深圳”。

## 污染问题
布吉河两岸违建林立，污水管网，垃圾处理设施缺乏，大量垃圾粪便污水非法排入，使得布吉河常年黑臭。为改善水质，深圳市已建成布吉污水处理厂并投入使用。然而，由于拆迁工作等原因，该河流依然未能改造，污水截流依然处于落后状态。